# Quartier de la Muette
Pour les articles homonymes, voir La Muette (homonymie).
Le quartier de la Muette, est le 62e quartier administratif situé dans le 16e arrondissement de Paris correspondant auparavant à la partie ouest de l'ancienne commune de Passy, située en bordure du bois de Boulogne.
Le quartier de la Muette s'étend, d'ouest en est, du bois de Boulogne à la Seine, du nord au sud, de l'avenue Henri-Martin et de l'axe de la place du Trocadéro au pont d'Iéna dans les jardins du Trocadéro à la rue de l'Assomption. Il abrite la mairie du 16e et le cimetière de Passy où sont notamment enterrés Manet, Georges Mandel et Claude Debussy.
Son territoire correspond approximativement à celui de l’ancienne paroisse de Passy avant la création de la commune de Passy en 1790. Celle-ci avait annexé la plaine de Chaillot renommée plaine de Passy qui s’étendait à l’ouest du mur des fermiers généraux (emplacement de l’actuelle avenue Kléber) entre la rue de Longchamp et l’avenue de la Grande Armée. À l’annexion de 1860, la partie est de la plaine de Passy, lotissement encore peu construit à cette date, fut rattachée au quartier de Chaillot, sa partie à l'ouest des avenues Raymond-Poincaré et de Malakoff devenant le quartier de la porte Dauphine.
Passy est l'un des trois anciens villages constitutifs du 16e arrondissement avec Chaillot et Auteuil. Il a ensuite donné son nom à la partie de l’arrondissement situé au nord du quartier d'Auteuil alors que le quartier administratif correspondant a pris celui du La Muette et qu'il n’en était qu’une partie.

## Relief
Le quartier est situé sur la partie sud de la colline de Chaillot qui domine abruptement par la place du Trocadéro, les rues Franklin et Raynouard, une terrasse assez étroite au bord de la Seine (jardins du Trocadéro, rue Chardin, square Alboni, rue des eaux, parc de Passy, ancien parc de l’hôtel de Lamballe entre les rues d’Ankara et du Docteur Germain-Sée).
Le point culminant de la colline est situé dans le cimetière de Passy à l’emplacement d’un ancien moulin. La colline se termine à la limite du quartier d'Auteuil par une pente assez forte entre la rue des Vignes et la rue du Ranelagh. À l’ouest de sa ligne de crête, la colline descend en pente modérée jusqu’au bois de Boulogne.
Des carrières étaient exploitées jusqu’au XVIIIe siècle à proximité de la rue Basse (Raynouard) et au nord du village de Passy aux environs de l’actuelle la rue de la Tour. La rue Nicolo est l’ancienne rue des Carrières ; l’impasse des Carrières conserve la mémoire de ces exploitations.

## Démographie
| Année | Population | Densité (hab. par km²) | Croissance annuelle depuis le dernier recensement |
| ----- | ---------- | ---------------------- | ------------------------------------------------- |
| 1861  | 12 818     | 6 283                  | création                                          |
| 1881  | 19 946     | 9 777                  | + 55,61 %                                         |
| 1901  | 31 126     | 15 528                 | + 56,05 %                                         |
| 1911  | 42 140     | 20 657                 | + 35,39 %                                         |
| 1936  | 55 800     | 27 353                 | + 32,42 %                                         |
| 1962  | 61 300     | 30 049                 | + 9,86 %                                          |
| 1975  | 54 800     | 26 863                 | - 10,60 %                                         |
| 1999  | 45 200     | 22 157                 | - 17,52 %                                         |

L'ancien village de Passy s'était rapidement développé à partir des années 1830 devenant une petite ville à la date de l’annexion. En raison de réserves foncières plus limitées que celles des quartiers de Chaillot et de la porte Dauphine, sa croissance démographique est plus modérée jusqu'en 1900. Celle-ci se poursuit assez régulièrement jusqu'en 1936 par construction d'immeubles de rapport à la place de maisons basses et par les lotissements au cours de l'entre-deux-guerres de l'ancien domaine de l'hôtel de Lamballe et d'une partie du parc du château de la Muette,,.

## Sites et monuments
- Château de la Muette
- Maison de Balzac
- Maison de la Radio (Paris)[7]
- Musées : Musée Clemenceau, Musée de l'Homme, Musée du Vin, Musée Marmottan Monet, Musée national de la Marine
- Édifices religieux : église Notre-Dame-de-Grâce de Passy, église Notre-Dame-de-l'Assomption de Passy, chapelle Notre-Dame-du-Saint-Sacrement, temple protestant de l'Annonciation, maison-mère des Religieuses de l'Assomption.

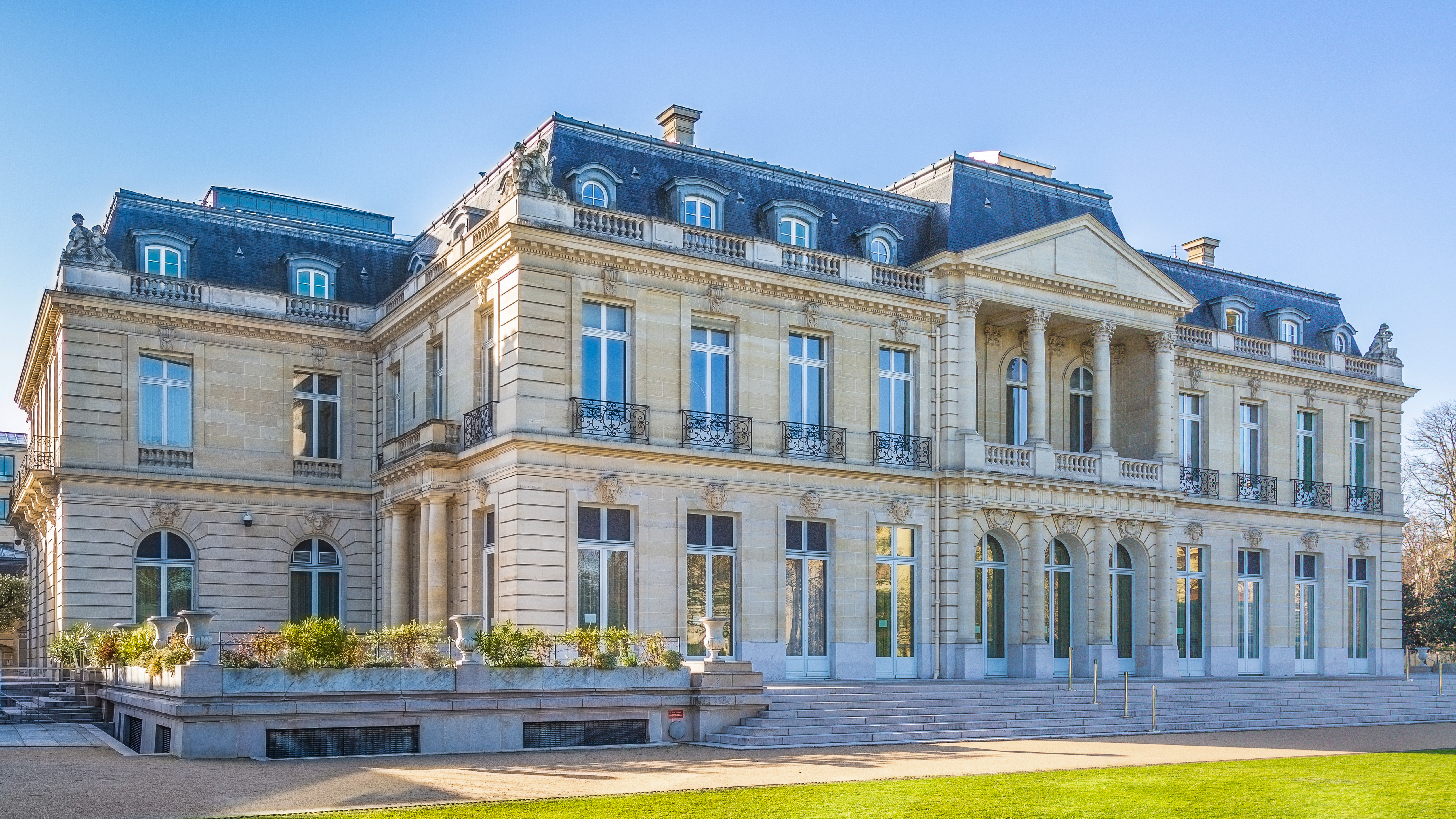
Château de la Muette.
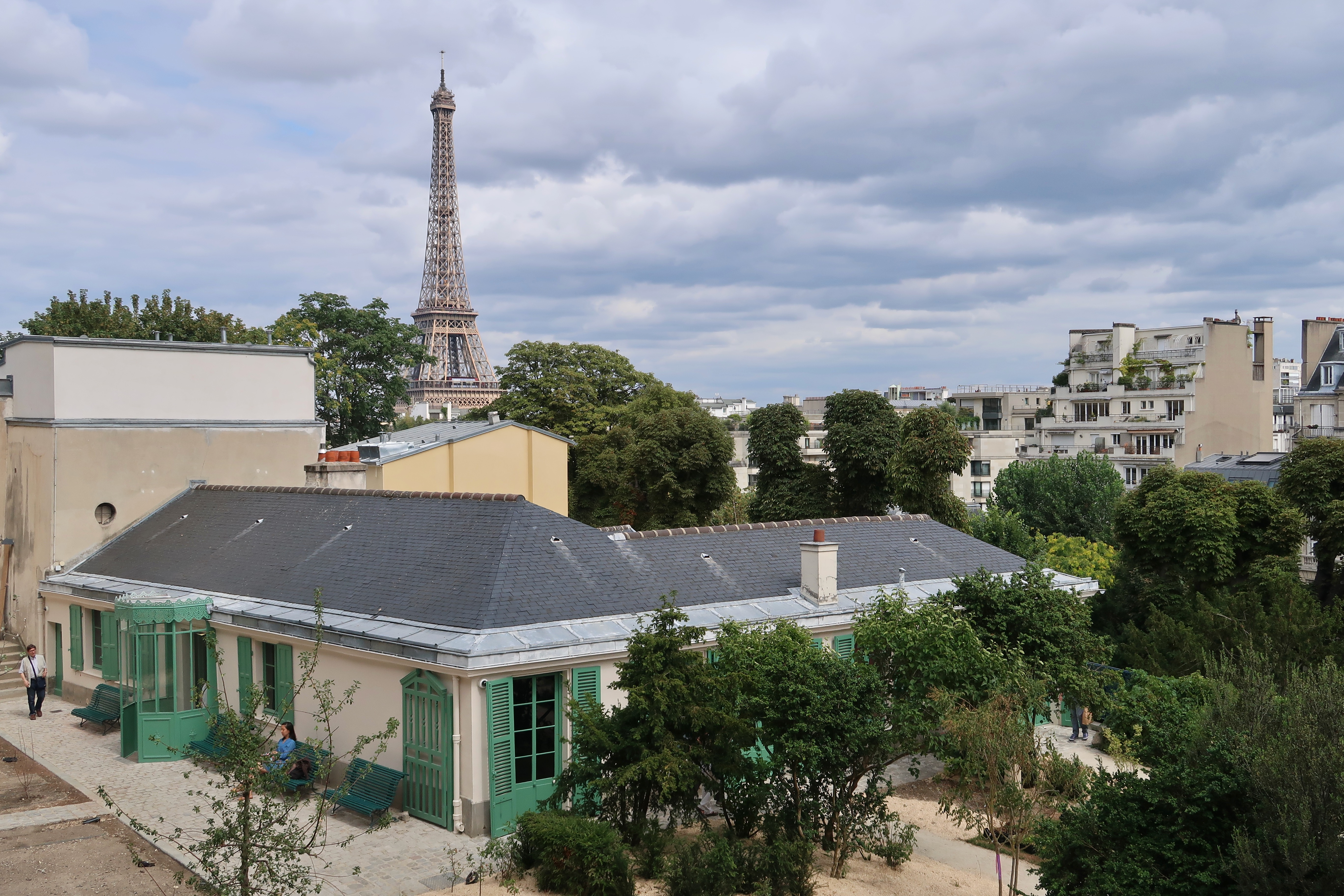
Maison de Balzac.
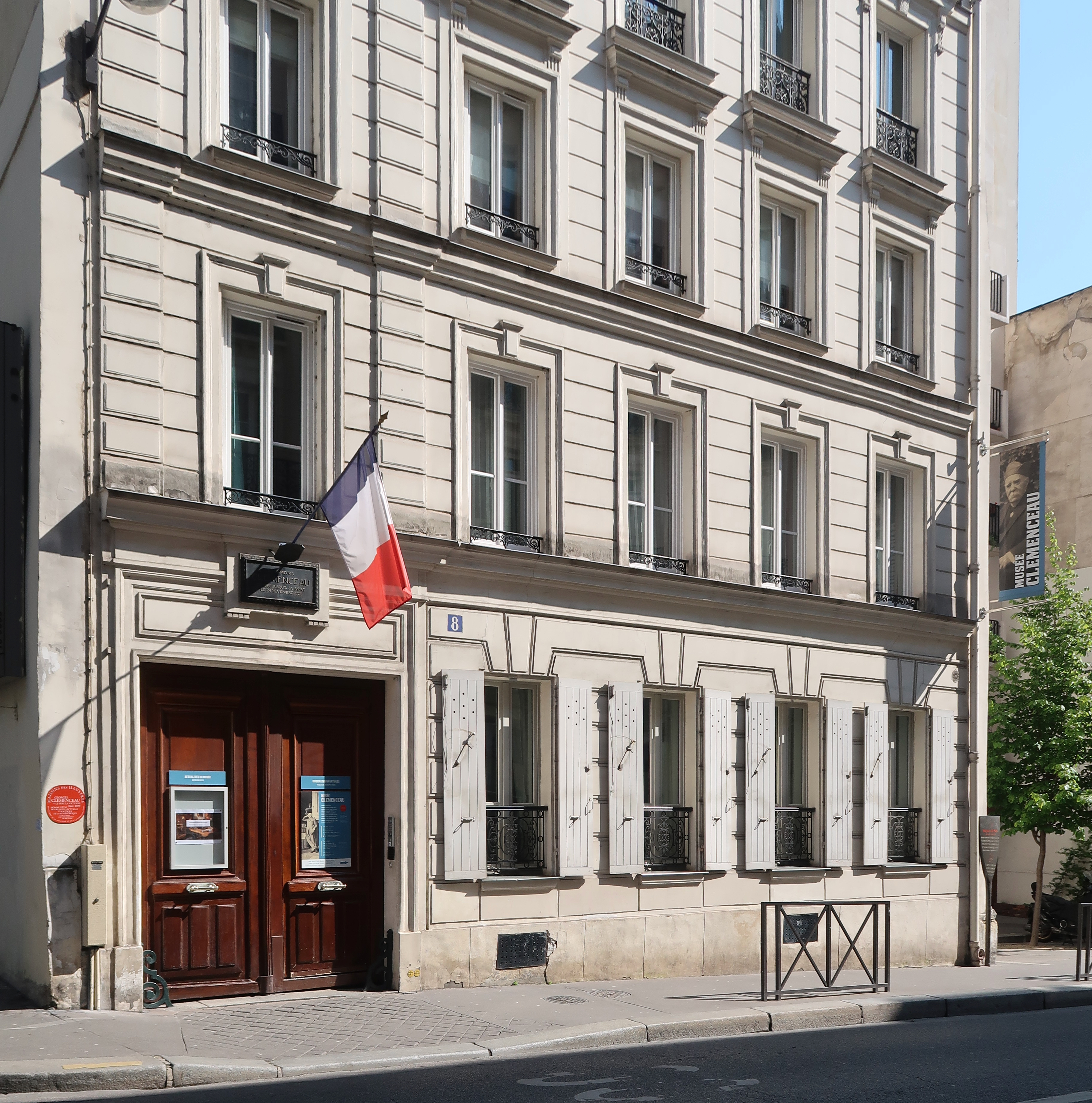
Musée Clemenceau.
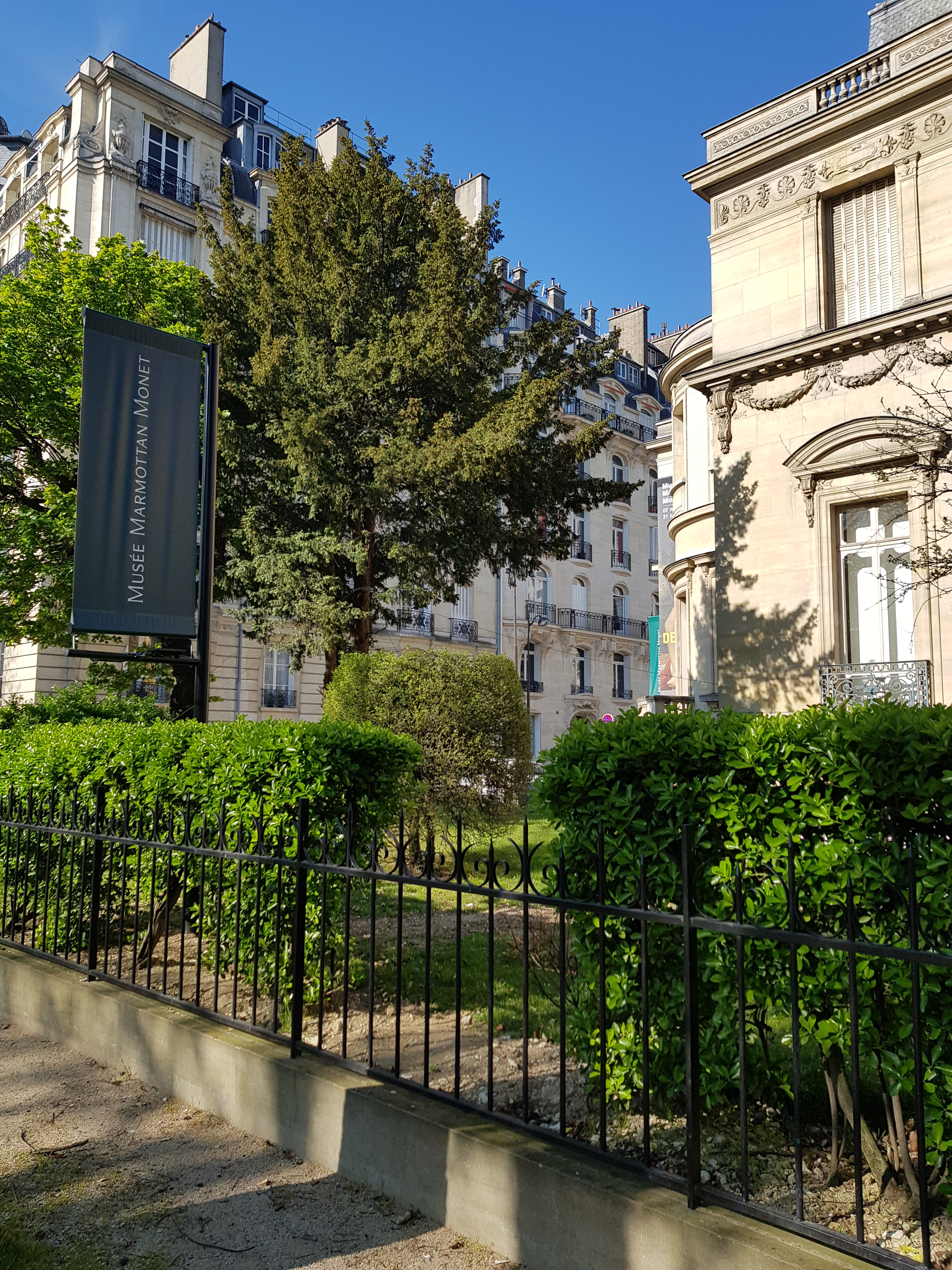
Musée Marmottan Monet.
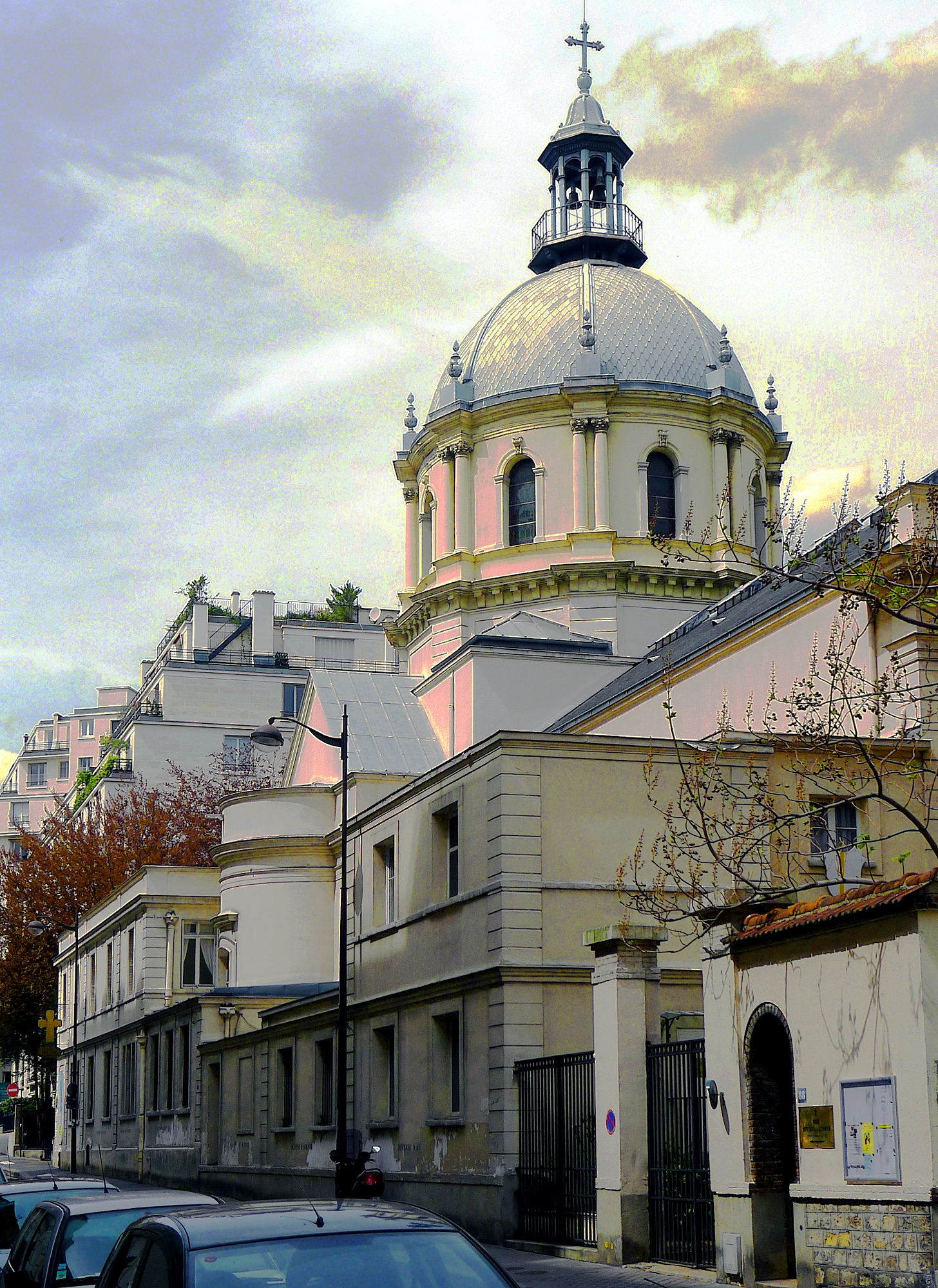
Église Notre-Dame-de-l'Assomption de Passy.

## Personnalités
Le quartier a été habité par de nombreuses personnalités, dont certaines sont honorées par des plaques commémoratives apposées sur la façade d'immeubles, par exemple le philosophe Henri Bergson (47 boulevard de Beauséjour), l'industriel André Citroën (31 rue Octave-Feuillet), le président de la République Albert Lebrun (19 boulevard de Beauséjour) ou encore le théoricien anarchiste Pierre-Joseph Proudhon (12 rue de Passy).
De nos jours, y réside le couple du monde des affaires Delphine Arnault et Xavier Niel.

## Dans la littérature
Le roman Silbermann (1922) de Jacques de Lacretelle prend pour cadre le quartier de la Muette. Le narrateur se le fait décrire par un camarade : « Il me désignait le riche quartier, nouvellement fondé à la Muette, en bordure du Bois. Toutes les habitations, par leur architecture, éveillaient l'idée du luxe et de la prodigalité. "Là est l'hôtel que Henri de Rothsdorf fait construire pour ses collections. Derrière, se trouve celui de Raphaël Léon, qui a fait copier un pavillon Louis XVI. Ce toit élevé, c'est la maison qui appartient à Gustave Nathan, le plus bel immeuble de Paris, dit-on. À côté est celle où j'habite ».
Le roman policier Pas de bavards à la Muette (1956) de Léo Malet se déroule également dans le quartier de la Muette. C'est le huitième roman des Nouveaux Mystères de Paris, série ayant pour héros le détective privé Nestor Burma. Il sera, plus tard, adapté pour la télévision en 1991 (réalisé par Henri Helman) sous le même nom, pour la série télévisée Nestor Burma, dont il est le premier épisode de la première saison.